# 小行星1396
小行星1396（1396 Outeniqua）是一颗围绕太阳公转的小行星。1936年8月9日，西里爾·傑克遜在约翰内斯堡发现了此天体。
該小行星以南非的奧特尼夸山脈命名。
这颗小行星的绝对星等为266.6790306314367等。